# 1958 في الجزائر
الأحداث من عام 1958 في الجزائر .

## الأحداث

### سبتمبر
- 19 سبتمبر - قيام الحكومة المؤقتة للجمهورية الجزائرية .

## المواليد

### يناير
- 6 يناير – السعيد بوطاجين – كاتب وقاص وروائي وناقد ومترجم وأكاديمي

### مارس
- 5 مارس - كريم ماروك - لاعب كرة قدم جزائري معتزل .
- 13 مارس - صالح عصاد - لاعب كرة قدم جزائري سابق .

### سبتمبر
- 18 سبتمبر - رشيد طه - مغني راي جزائري .

### ديسمبر
- 15 ديسمبر - رابح ماجر - هو لاعب كرة قدم جزائري سابق .

## الوفيات

### يونيو
- 8 يونيو - علي معاشي - شاعر ومغن جزائري .